# Promontorium Kelvin

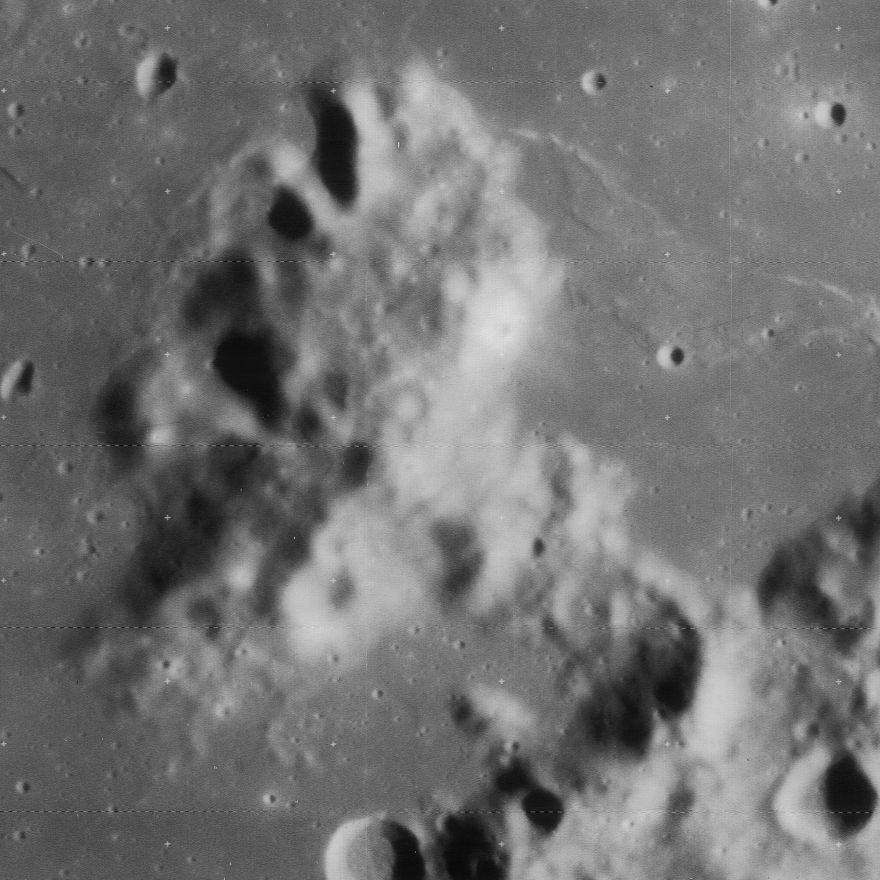
Promonontorium Kelvin je spojeno se zlomem Rupes Kelvin úzkou šíjí. Foto Lunar Orbiter.

Promontorium Kelvin je hornatý mys na přivrácené straně Měsíce, který vybíhá do jihovýchodní části Moře vláhy v blízkosti zlomu Rupes Kelvin. V nejširším místě měří asi 45 km. Jeho selenografické souřadnice jsou: 26° 57′ 0″ S, 33° 27′ 0″ W. Byl pojmenován po britském matematikovi, matematickém fyzikovi, inženýrovi a vynálezci lordu Kelvinovi, vlastním jménem Williamu Thomsonovi, v roce 1935.
Asi 150 km jihozápadně od promontoria se nachází impaktní kráter Vitello. Další impaktní kráter, Puiseux, leží asi 155 km směrem na východ. Přímo na jih od promontoria se táhne 78 km dlouhý zlom Rupes Kelvin.